# 偶然のアルバム
『偶然のアルバム』（ぐうぜんのアルバム）は、スチャダラパーの6枚目のアルバム。1996年9月4日発売。発売元は東芝EMI。
2007年にはStandard of 90'sシリーズの1枚として紙ジャケットで復刻販売された。

## 評価
- サイプレス上野は、前作『5th wheel 2 the Coach』のヒットでスチャダラパーがお笑い・キャッチーだと言われた事に対してビートとラップでねじ伏せたとし、評価している[1]。

## 収録曲
1. Into the DREAM
2. EQ
3. アフタードゥービーヌーン
4. クライングドゥービーマン(LIVE AT BIG E)
5. ユラリジャーナル
6. MOON LIGHT DISTRICT
7. 3つの輪ゴム
8. アクアフレッシュ
9. NO.9
10. MR.オータム
11. WORLD IZ・・・ (ヤバイ男知り合いに一人イル)
12. CARS JOINT
13. アリゲーター'96